# TKUプライムニュース
『TKU プライムニュース』（ティーケーユープライムニュース）は、テレビ熊本で2018年4月2日から2019年3月31日まで生放送されていた熊本県内を対象にしたローカルワイドニュース番組である。

## 概要
キー局・フジテレビが『みんなのニュース』を終了および『プライムニュース イブニング』を開始させることに伴い、これまでの『TKU みんなのニュース』の放送枠を引き継ぎ、新しい熊本県内を対象にしたローカルワイドニュース番組として再出発。
- カラーリング：PRIMEnewsTKU

上の段に『PRIME』、下の段に『news TKU』と表記。
2019年3月限りで、フジテレビが『プライムニュース イブニング』を終了し、4月に後継番組『Live News it!』を開始することになったため、TKUも同年4月1日より、タイトルを『TKU Live News』に変更する。

## 放送時間
- 平日 16:50 - 19:00
- 土・日曜 17:30 - 18:00

## 番組の構成（平日の場合）
| 時間  | 放送内容                             | 備考                                                                         |
| ----- | ------------------------------------ | ---------------------------------------------------------------------------- |
| 16:49 | ニュースラインナップ(全国・ローカル) | TKUのスタジオから。前番組『TKU みんなのニュース』の冒頭1分間を継承したもの。 |
| 16:50 | プライムニュース イブニング・第1部   | フジテレビからの任意ネット。（編成上はここからスタート）                     |
| 17:53 | プライムニュース イブニング・第2部   | 全国ニュース。                                                               |
| 18:14 | 熊本県内の最新ニュース・天気         | ローカルニュース。                                                           |
| 18:50 | プライムニュース イブニング・第2部   | フジテレビからの任意ネットに再び飛び乗り。                                   |

## 出演者
いずれも『TKU みんなのニュース』から続投。○印はTKUアナウンサー。
- 尾谷いずみ ○
- 郡司琢哉 ○
- 林田雪菜（タレント） - 天気キャスター

土曜・日曜はTKUアナウンサーが交替で担当。

## TKU歴代の夕方ニュース
| 期間      | 期間      | 平日                            | 週末                         |
| --------- | --------- | ------------------------------- | ---------------------------- |
| 1969.4.1  | 1980.3.30 | TKUニュース                     | TKUニュース                  |
| 1980.3.31 | 1981.4.1  | TKUニュース                     | FNNニュースレポート5:30      |
| 1981.4.2  | 1984.9.30 | TKUニュース・アイ               | FNNニュースレポート5:30      |
| 1984.10.1 | 1985.3.31 | FNN TKUニュース・アイ           | FNNニュースレポート5:30      |
| 1985.4.1  | 1989.4.2  | FNN TKUニュース・アイ           | FNNスーパータイム            |
| 1989.4.3  | 1997.3.30 | TKUスーパータイム               | TKUスーパータイム            |
| 1997.3.31 | 1998.3.29 | TKUニュース5:50 ザ・ヒューマン  | TKUニュース ザ・ヒューマン   |
| 1998.3.30 | 2001.4.1  | TKUスーパーニュース             | TKUスーパーニュース FNN      |
| 2001.4.2  | 2002.3.31 | TKUスーパーニュース             | FNNスーパーニュースWEEKEND   |
| 2002.4.1  | 2013.3.31 | TKUスーパーニュースぴゅあピュア | FNNスーパーニュースWEEKEND   |
| 2013.4.1  | 2015.3.29 | TKUスーパーニュース             | FNNスーパーニュースWEEKEND   |
| 2015.3.30 | 2018.4.1  | TKU みんなのニュース            | TKU みんなのニュース Weekend |
| 2018.4.2  | 2019.3.31 | TKUプライムニュース             | TKUプライムニュース          |
| 2019.4.1  | 現在      | TKU Live News                   | TKU Live News                |